# Änderungsschneider
Der Änderungsschneider (ursprünglich Flickschneider) ist in Deutschland ein staatlich anerkannter Ausbildungsberuf nach dem Berufsbildungsgesetz und der Handwerksordnung.

## Ausbildungsdauer und Struktur
Die Ausbildungsdauer zum Änderungsschneider beträgt in der Regel zwei Jahre. Die Ausbildung erfolgt an den Lernorten Betrieb und Berufsschule.

## Arbeitsgebiete
Änderungsschneider führen Änderungen an Kleidungsstücken oder Heimtextilien durch. Sie beraten den Kunden, nehmen Aufträge an, planen ihre Vorgehensweise und führen die gewünschten Änderungen durch. Sie arbeiten dabei sowohl mit Bügeleisen und Nähmaschinen, führen aber auch Handnäharbeiten aus. Änderungsschneider arbeiten in Serviceabteilungen von Kaufhäusern, aber auch in Änderungsateliers.

## Hintergrund
Das Bundesministerium für Bildung und Forschung beschreibt im Berufsbildungsbericht für das Jahr 2004, dass die Bundesregierung daran festhält, dass es sich bei zweijährigen Ausbildungsberufen auch um arbeitsmarktfähige Ausbildungsberufe auf Facharbeiterniveau handelt.

## Fortsetzung der Ausbildung
Auszubildende, die ihre Ausbildung als Änderungsschneider erfolgreich abgeschlossen haben, können ihre Ausbildung im dreijährigen Ausbildungsberuf als Modenäher oder Maßschneider im dritten Ausbildungsjahr fortsetzen.